# Be-Bop Deluxe
Be-Bop Deluxe — британський гурт, виконував музикі в стилі прогресивний рок, утворений 1972 року гітаристом Біллом Нельсоном (Bill Nelson), 18.12.1948, Вейлфілд, Велика Британія. На початку сімдесятих років у безплідний для прогресивного року період колишній учасник напіваматорського гурту Global Village — Білл Нельсон — видав невеликим тиражем альбом «Northern Dream». Призначені виключно для колекціонерів твори з цієї платівки зацікавили диск-жокея Джона Піла, який робив промоцію рок-авангарду. Він презентував їх у своїй легендарній радіопрограмі BBC «Top Gear». Наслідком такої розкрутки став ще один альбом Нельсона «Axe Victim» під загальною назвою проекту Ве-Вор Deluxe, який йому допомагали здійснювати Нік Чаттертоп-Дью (Nick Chatterton-Dew) — ударні, Роберт Брайн (Robert Bryan) — бас та Йен Паркін (Ian Parkin) — гітара. Незабаром Нельсон розпустив цей склад і після виступів з гуртом Cockney Rebel, заангажував нових музикантів для Ве-Вор Leluxe. Однак і цей склад проіснував недовго. На платівках «Futurama» та «Sunburst Finish», що були збіркою делікатних звуків з гострими партіями соло-гітари та мелодійного хорального співу, Нельсону допомагали: Енді Кларк (Andy Clark), 9.09.1956, Лондон, Велика Британія — клавішні; Чарлі Тумаї (Charlie Tumahai), 14.01.1949, Окленд, Нова Зеландія — бас та Саймон Фокс (Simon Foxx), 12.07.1950, Бірмінгем, Велика Британія — ударні. З другого альбому походив сингл-твір «Ships In The Night», який несподівано став хітом. Однак паралельно з розквітом віртуозного володіння гітарою у лідера слабшав композиторський талант.
1978 року Нельсон змінив стару назву гурту на агресивнішу Red Noise, а з старого складу залишився лише один Енді Кларк. Щоправда і під цією назвою гурт проіснував недовго, незабаром Нельсон почав виступати виключно як соліст.

## Дискографія
- 1974: Axe Victim
- 1975: Futurama
- 1976: Sunburst Finish
- 1976: Modern Music
- 1977: Live! In The Air Age
- 1978: Drastic Plastic
- 1978: The Best & Rest Of Be-Bop Deluxe
- 1990: Raiding The Divine Archive — The Best Of Be-Bop Deluxe
- 1994: Radioland — BBC Radio 1 Live In Concert